# William Dod
William Dod (Bebington, 18 de julio de 1867-Earls Court, 8 de octubre de 1954) fue un deportista británico que compitió en tiro con arco, en la modalidad de arco recurvo. Fue hermano de la también arquera Charlotte Dod.
Participó en los Juegos Olímpicos de Londres 1908, obteniendo una medalla de oro en la prueba doble ronda York.

## Palmarés internacional
| Juegos Olímpicos | Juegos Olímpicos      | Juegos Olímpicos | Juegos Olímpicos |
| Año              | Lugar                 | Medalla          | Prueba           |
| ---------------- | --------------------- | ---------------- | ---------------- |
| 1908             | Londres (Reino Unido) | Medalla de oro   | Doble ronda York |